# Вулиця Теребовельська (Львів)
Вулиця Теребовельська — вулиця в Личаківському районі Львова, у місцевості Знесіння. Пролягає від вулиці Корейської до Гамалії.

## Історія
У 1938 році називалась На Опоце (На Скелі), у 1938–1950 року Курдибана. Сучасна назва з 1950 року.

## Забудова
Забудова — переважно одноповерховий конструктивізм 1930-х, одноповерхова забудова 1960-х.